# Акирилоае, Йоан Валериу
Йоан Валериу Акирилоае (рум. Ioan Valeriu Achiriloaie, род. 20 августа 1990, Брашов) — румынский горнолыжник, участник зимних Олимпийских игр 2014 года.

## Спортивная биография
Заниматься горными лыжами Йоан начал в 7 лет. В 2003 году он принял участие в своих первых соревнованиях, выступив в чемпионате Румынии среди детей. В 2010 году Акирилоае принял участие в юниорском чемпионате мира. Он выступил в двух дисциплинах. В гигантском слаломе румынскому горнолыжнику не удалось завершить соревнования, он не смог финишировать во время второй попытки. В слаломе Йоан по итогам двух попыток пришёл к финишу 49-м. В том же году Акирилоае принял решение уйти из спорта, поскольку ему удалось поступить на учёбу в университет Ковентри, но уже в 2012 году он вернулся в горнолыжный спорт. Йоан принимал участие в гонках FIS и национальных чемпионатах различных стран, что позволило ему набрать необходимое количество баллов, чтобы квалифицироваться на Игры в Сочи.
В 2014 году Йоан Акирилоае дебютировал на зимних Олимпийских играх. В скоростном спуске румынский горнолыжник пришёл к финишу 46-м, отстав от победителя австрийца Маттиаса Майера более, чем на 11 секунд. В суперкомбинации Йоан не смог завершить первый вид соревновательный программы. В 2015 году Акирилоае впервые выступил во взрослом чемпионате мира. Из трёх заявленных дистанций Йоан завершил лишь одну, став 44-м в скоростном спуске.

## Результаты

### Олимпийские игры
| Олимпийские игры | Скоростной спуск | Супергигант | Гигантский слалом | Слалом | Комбинация |
| ---------------- | ---------------- | ----------- | ----------------- | ------ | ---------- |
| Сочи 2014        | 46               | —           | —                 | —      | DNF        |

### Чемпионат мира
| Чемпионат мира       | Скоростной спуск | Супергигант | Гигантский слалом | Слалом | Комбинация |
| -------------------- | ---------------- | ----------- | ----------------- | ------ | ---------- |
| Вейл/Бивер-Крик 2015 | 44               | DNF1        | —                 | —      | DNS1       |

## Личная жизнь
- Обучается в университете Ковентри.
- Любыми спортсменами являются футболист Стивен Джеррард и боксёр Мохаммед Али.
- Фанат футбольного клуба «Ливерпуль».